# Piedra Labrada, Veracruz
Piedra Labrada är en ort i Mexiko.   Den ligger i kommunen Tatahuicapan de Juárez och delstaten Veracruz, i den sydöstra delen av landet, 500 km öster om huvudstaden Mexico City. Piedra Labrada ligger 130 meter över havet och antalet invånare är 512.
Terrängen runt Piedra Labrada är varierad. Havet är nära Piedra Labrada åt nordost. Runt Piedra Labrada är det ganska tätbefolkat, med 56 invånare per kvadratkilometer. Närmaste större samhälle är Tatahuicapan, 17,3 km söder om Piedra Labrada. Omgivningarna runt Piedra Labrada är en mosaik av jordbruksmark och naturlig växtlighet.